# Marcelino José Ferreira Armond
Marcelino José Ferreira Armond, primeiro barão de Pitangui, (Barbacena, 12 de abril de 1783 — Barbacena, 17 de janeiro de 1850), foi um negociante, proprietário rural e político mineiro.
Era filho do fazendeiro mineiro alferes Francisco Ferreira Armond com dona Felizarda Maria Francisca de Assis. Através de um relacionamento informal de muitos anos com a senhora solteira Possidônia Eleodora Marques da Silva, foi pai de Camilo Maria Ferreira Armond, conde de Prados, de Honório Augusto José Ferreira Armond, segundo barão do Pitangui, e de dona Camila Francisca Ferreira de Assis Armond, baronesa de Juiz de Fora.
Figurava entre os maiores compradores de escravos mineiros no Rio de Janeiro e era dono de uma fortuna estimada em 400 mil libras esterlinas em 1850. Foi proprietário de vastas extensões de terras no local onde mais tarde surgiria o município de Santana do Deserto, na zona da mata mineira.
Foi um dos chefes de maior prestígio do Partido Liberal de Barbacena e como comandante da Guarda Nacional local tomou parte ativa durante a revolta liberal de 1842. Serviu como presidente da câmara municipal de Barbacena entre 1825 e 1826 e de 1845 a 1848 e recebeu o título de barão do Pitangui por decreto de 11 de outubro de 1848, por ocasião do batismo do príncipe D. Pedro.
Faleceu em 17 de janeiro de 1850 e foi sepultado na Igreja Matriz de Barbacena. 